# Caulerpa

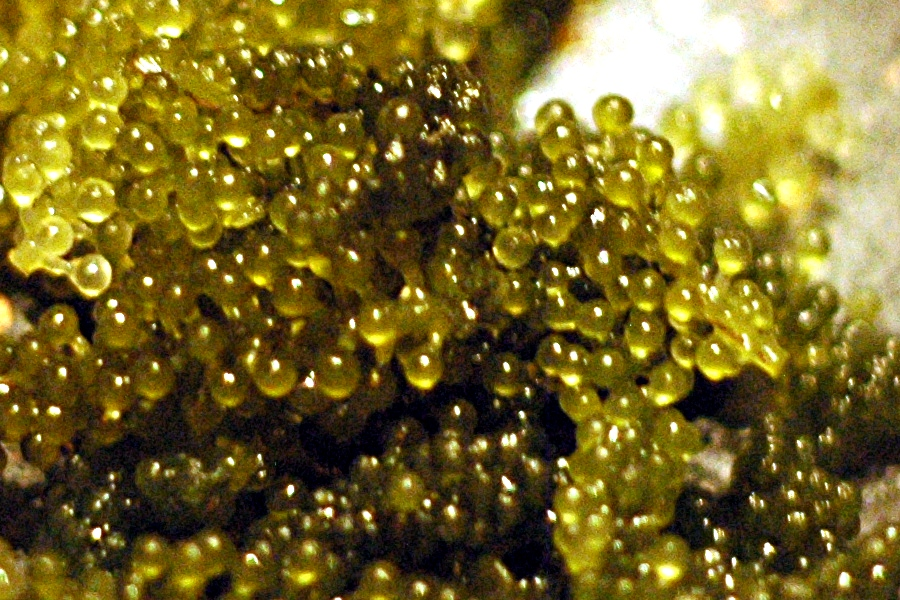
Caulerpa lentillifera

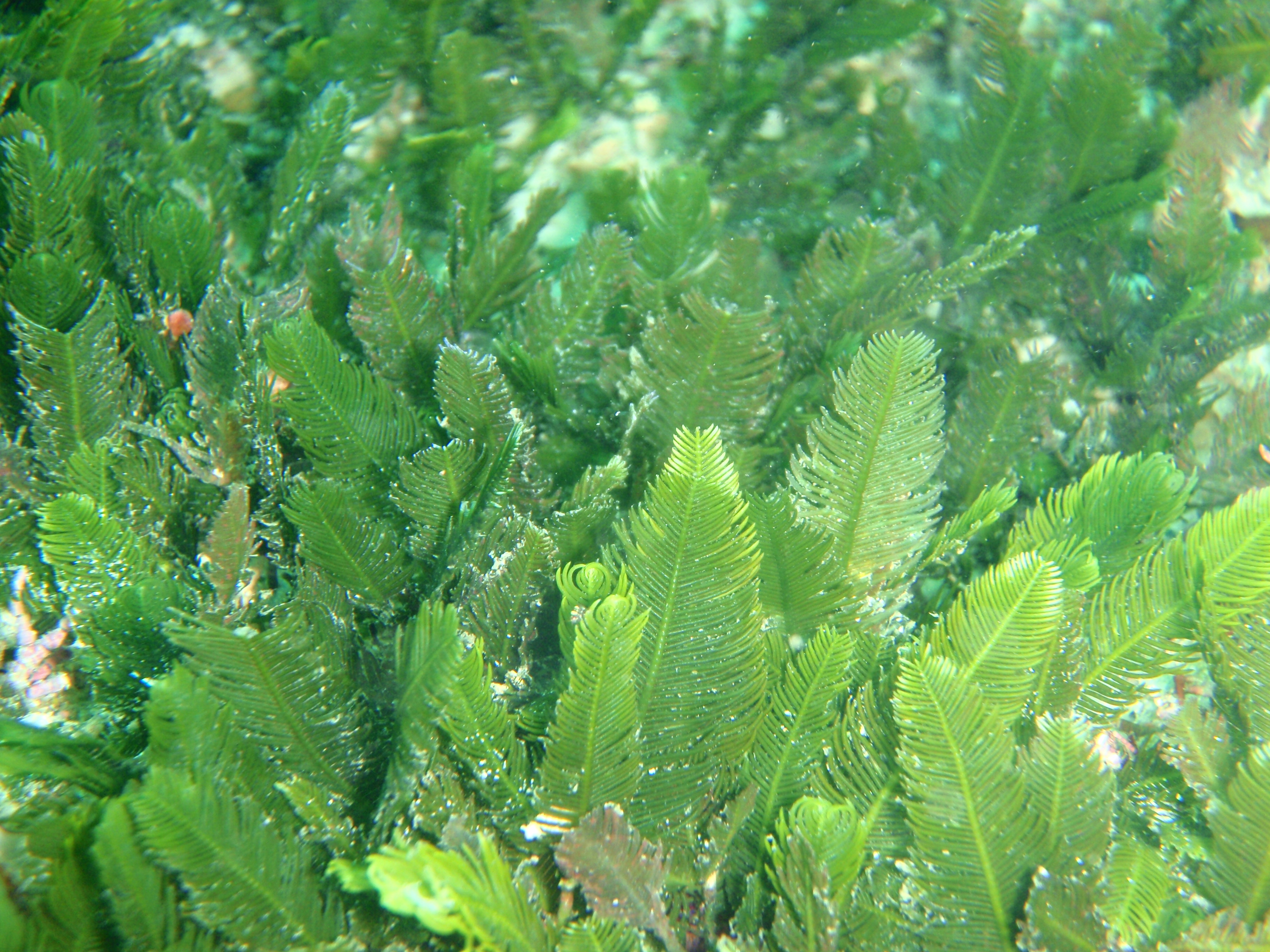
Caulerpa holmesiana

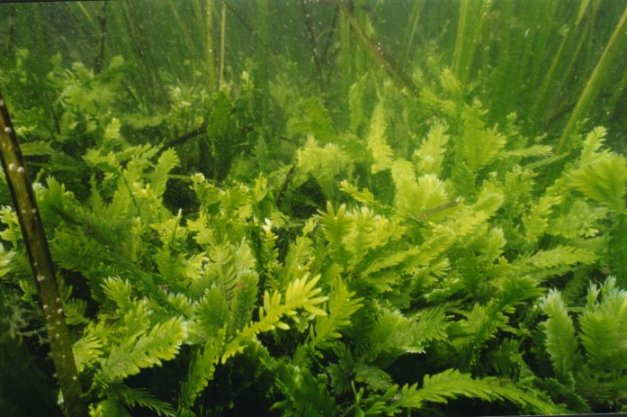
Caulerpa taxifolia

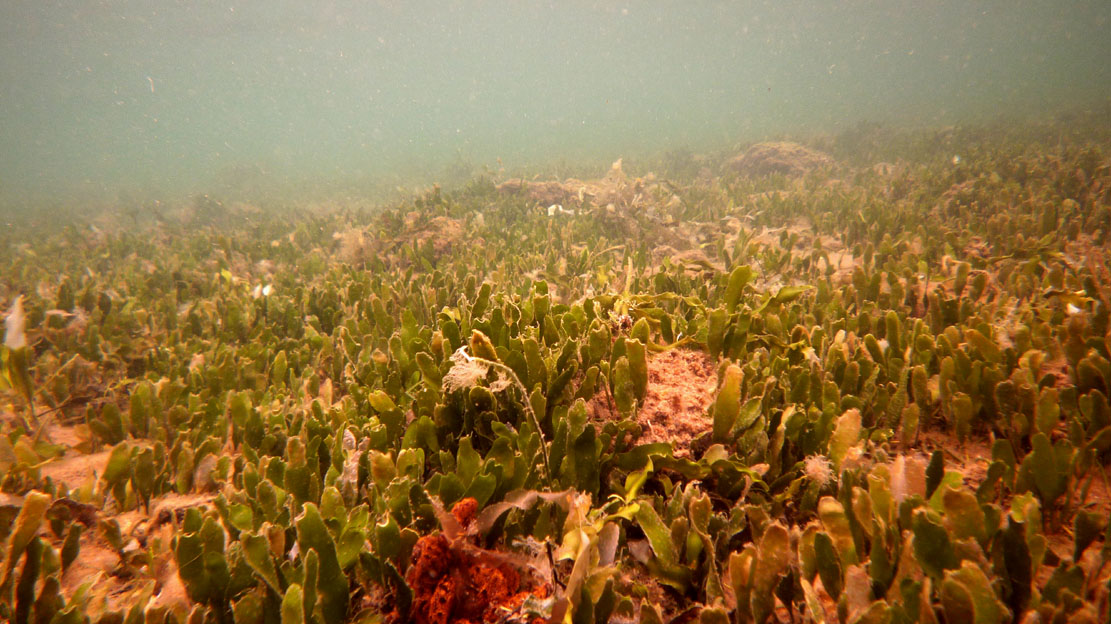
Caulerpa prolifera, planta invasora del Mar Menor, España.

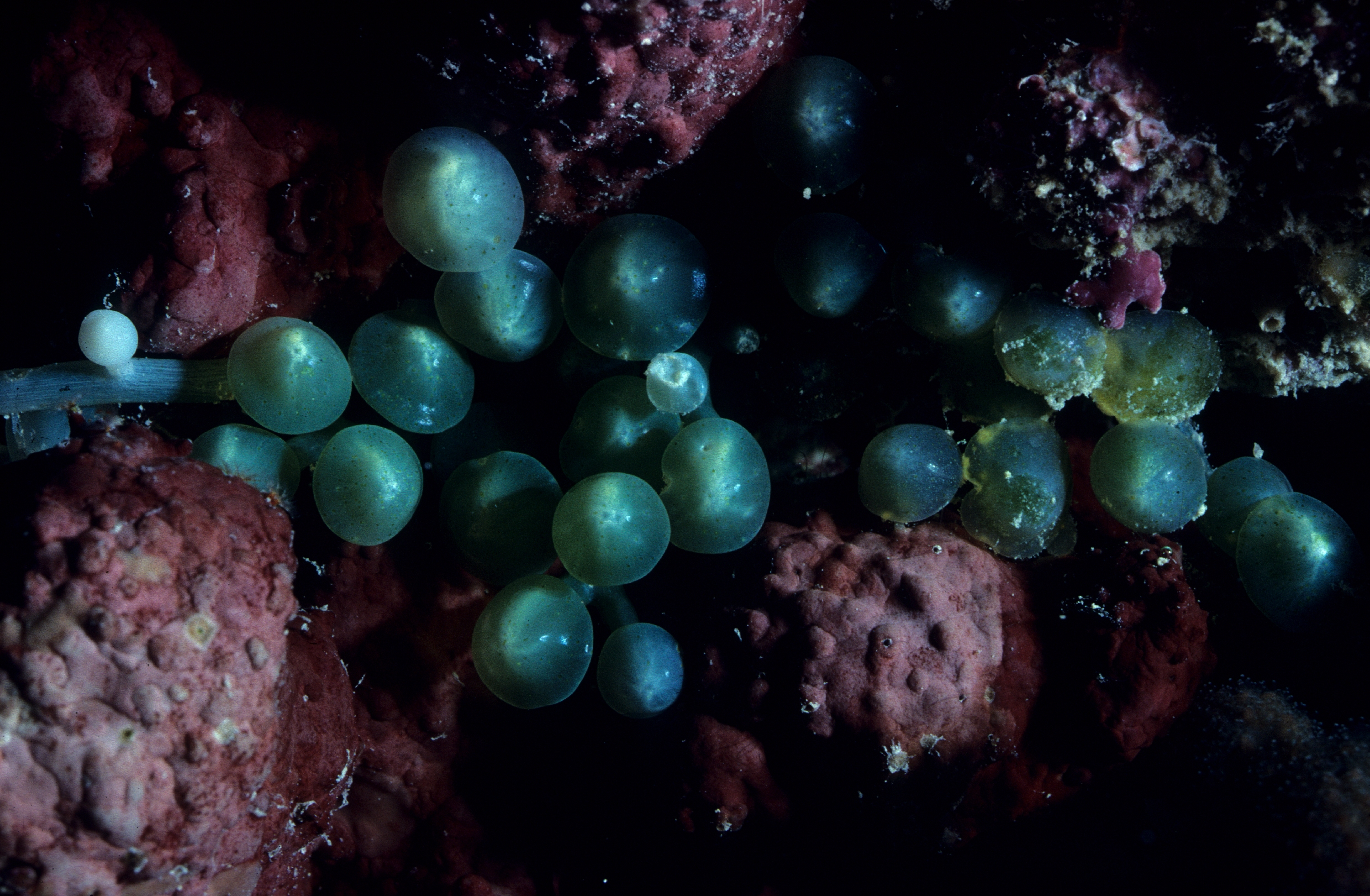
Caulerpa racemosa

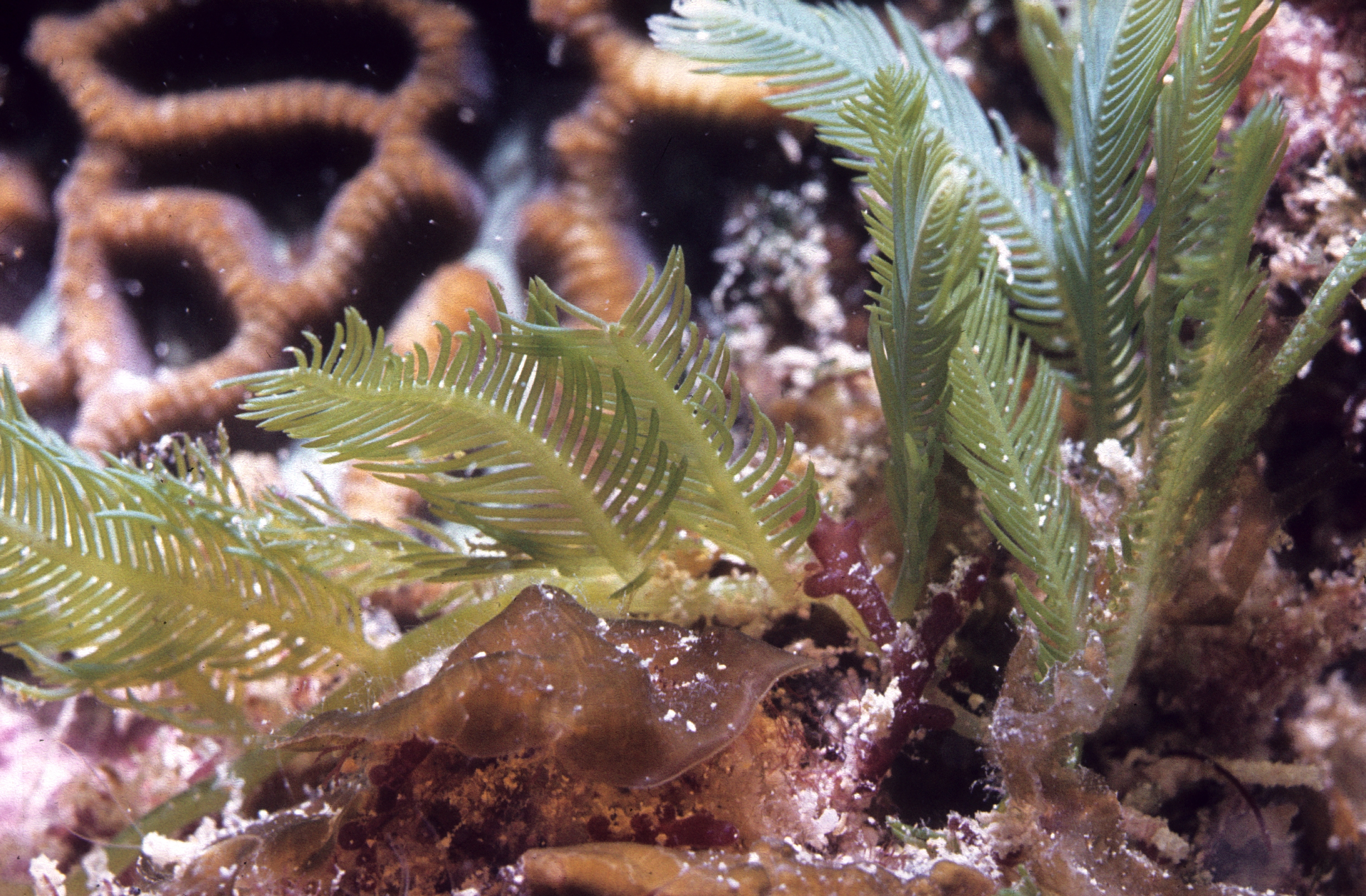
Caulerpa sertularioides

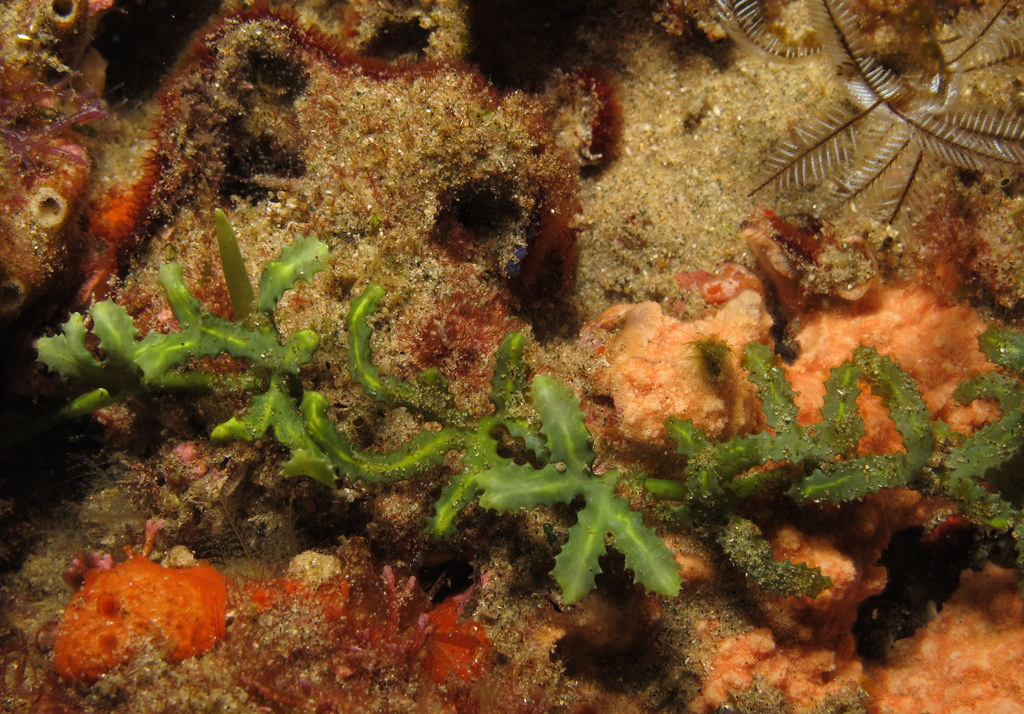
Caulerpa serrulata

Caulerpa es un género de algas del mar, de la familia Caulerpaceae, que se incluyen dentro de las algas verdes. 
El término proviene del griego, de caulos, tallo, y erpo, yo repto.

## Morfología
Talos compuestos de estolones horizontales, anclados por rizoides sin color, sosteniendo frondes fotosintéticos de extrema diversidad morfológica, incluyendo estructuras como una hebra, como hojas, pinnadas, esponjosas  o vesiculares; y con ramificaciones radiales o bilaterales. La reducción de luz también produce cambios en las partes erectas, de una simetría radial a bilateral. Su crecimiento es apical e indeterminado.
Contienen amiloplastos mezclados con cloroplastos. Son poco usuales, debido a que consisten en una célula con muchos núcleos, por lo que están entre las células más grandes del mundo. Una especie en el Mediterráneo puede tener un estolón de más de 3 m de largo, con 200 ramificaciones. Pueden alcanzar el metro de tamaño.

## Hábitat y distribución
Su rango de profundidad va desde la zona intermareal hasta los 180 m, y el rango de temperatura, oscila entre 15 y 29 °C. Se fija tanto en zonas arenosas de pastos marinos, como en rocas o  esqueletos de corales.
Su distribución geográfica es global tropical a subtropical, con especies en el mar Mediterráneo y en aguas templadas de Australia. La mayor diversidad de especies se da en el sur de Australia.
La especie Caulerpa taxifolia se está volviendo una especie invasora en el  Mar Mediterráneo, Australia y sudeste de California, donde está a punto de ser erradicada.  Hay especies de Caulerpa capaces de vivir en aguas templadas sin  predadores, contribuyendo a su propagación.  En cambio, muchas especies Caulerpa de aguas tropicales, tienen herbívoros inmunes a sus tóxicos dentro del alga. Los herbívoros de agua templada carecen de inmunidad natural a esas toxinas, por lo que Caulerpa crece abundantemente al introducirla en aguas templadas.

## Consumo humano
Algunas especies, especialmente Caulerpa lentillifera y Caulerpa racemosa, son conocidas como uva del mar o caviar verde, y tienen un sabor a pimienta.  Las Caulerpa se consumen en la cocina de Indonesia, a veces fresca, o cocidas en azúcar. Crecen en la provincia de Cebú, Filipinas, para consumo doméstico, y se exportan a Japón.  Reportes no confirmados aseguran que el alcaloide caulerpina encontrado en Caulerpa puede envenenar.
Caulerpa ha sido común en el hobby del acuario, por ser un absorbedor de nitratos, debido a su rápido crecimiento en condiciones adversas. También se usa como refugio para absorbentes de nitritos.  Muchas introducciones de la invasora Caulerpa al ambiente, se estima que ocurrieron vía los vertidos de los acuarios, aunque no está probado. Caulerpa taxifolia está en la lista federal de EE. UU. de maleza tóxica (Plant Protection Act). Para el género Caulerpa, se ha creado la Taskforce de Especies de Acuario, con un Plan Nacional de Manejo, en aguas de EE. UU.  El estado de California prohíbe la posesión de nueve especies diferentes de Caulerpa.

## Especies
El Registro Mundial de Especies Marinas acepta las siguientes especies en el género:
- Caulerpa agardhii. Weber-van Bosse, 1898
- Caulerpa alternans. Womersley, 1956
- Caulerpa antoensis. Yamada, 1940
- Caulerpa articulata. Harvey, 1855
- Caulerpa ashmeadii. Harvey, 1858
- Caulerpa bartoniae. G.Murray, 1896
- Caulerpa bikinensis. W.R.Taylor, 1950
- Caulerpa biserrulata. Sonder, 1871
- Caulerpa brachypus. Harvey, 1860
- Caulerpa brownii. (C.Agardh) Endlicher, 1843
- Caulerpa buginensis. E.Verheij & Prud'homme van Reine, 1993
- Caulerpa cactoides. (Turner) C.Agardh, 1817
- Caulerpa cliftonii. Harvey, 1863
- Caulerpa constricta. I.R.Price, J.M.Huisman & M.A.Borowitzka, 1998
- Caulerpa corynephora. Montagne, 1842
- Caulerpa cupressoides. (West) C.Agardh, 1817
- Caulerpa dichotoma. Svedelius, 1906
- Caulerpa diligulata. Kraft & A.J.K.Millar, 2000
- Caulerpa distichophylla. Sonder, 1845
- Caulerpa ellistoniae. Womersley, 1955
- Caulerpa elongata. Weber-van Bosse, 1898
- Caulerpa falcifolia. Harvey & Bailey, 1851
- Caulerpa faridii. Nizamuddin, 1964
- Caulerpa fastigiata. Montagne, 1837
- Caulerpa fergusonii. G.Murray, 1891
- Caulerpa filicoides. Yamada, 1936
- Caulerpa filiformis. (Suhr) Hering, 1841
- Caulerpa flexilis. J.V.Lamouroux ex C.Agardh, 1823
- Caulerpa floridana. W.R.Taylor, 1960
- Caulerpa freycinettii.
- Caulerpa gracilis. (Zan.) Web. V. B.
- Caulerpa harveyi. F.Müller ex Harvey, 1859
- Caulerpa hedleyi. Weber-van Bosse, 1910
- Caulerpa heterophylla. I.R.Price, J.M.Huisman & M.A.Borowitzka, 1998
- Caulerpa hodkinsoniae. J.Agardh, 1887
- Caulerpa holmesiana. G.Murray, 1891
- Caulerpa imbricata. G.Murray, 1887
- Caulerpa integerrima. (Zanardini) M.J.Wynne, Verbruggen & D.L.Angel, 2009
- Caulerpa juniperoides. J.Agardh, 1873
- Caulerpa kempfii. A.B.Joly & S.M.B.Pereira, 1975
- Caulerpa lagara. Carruthers, Walker & Huisman, 1993
- Caulerpa lanuginosa. J.Agardh, 1873
- Caulerpa lentillifera. J.Agardh, 1837
- Caulerpa lessonii. Bory de Saint-Vincent, 1828
- Caulerpa manorensis. Nizamuddin, 1964
- Caulerpa matsueana. Yamada, 1940
- Caulerpa mexicana. Sonder ex Kützing, 1849
- Caulerpa microphysa. (Weber-van Bosse) Feldmann, 1955
- Caulerpa murrayi. Weber-van Bosse, 1898
- Caulerpa nummularia. Harvey ex J.Agardh, 1873
- Caulerpa obscura. Sonder, 1845
- Caulerpa occidentalis. (J. Ag.) Boergs
- Caulerpa okamurae. Weber-van Bosse, 1897
- Caulerpa oligophylla. Montagne, 1842
- Caulerpa ollivieri. Dostál, 1929
- Caulerpa opposita. Coppejans & Meinesz, 1988
- Caulerpa papillosa. J.Agardh, 1873
- Caulerpa parvula. Svedelius, 1906
- Caulerpa paspaloides. (Bory de Saint-Vincent) Greville, 1830
- Caulerpa peltata. J.V.Lamouroux, 1809
- Caulerpa pickeringii. Harvey & Bailey, 1851
- Caulerpa pinnata. C.Agardh, 1817
- Caulerpa plumulifera. Zanardini, 1878
- Caulerpa prolifera. (Forsskål) J.V.Lamouroux, 1809
- Caulerpa pusilla. (Kützing) J.Agardh, 1873
- Caulerpa qureshii. Nizamuddin, 1964
- Caulerpa racemosa. (Forsskål) J.Agardh, 1873
- Caulerpa remotifolia. Sonder, 1853
- Caulerpa reniformis. G.R.South & Skelton, 2003
- Caulerpa reyesii. Meñez & Calumpong, 1982
- Caulerpa scalpelliformis. (R.Brown ex Turner) C.Agardh, 1817
- Caulerpa sedoides. C.Agardh, 1817
- Caulerpa selago. (Turner) C.Agardh, 1817
- Caulerpa serrulata. (Forsskål) J.Agardh, 1837
- Caulerpa sertularioides. (S.G.Gmelin) M.A.Howe, 1905
- Caulerpa seuratii. Weber-van Bosse, 1910
- Caulerpa simpliciuscula. (R.Brown ex Turner) C.Agardh, 1823
- Caulerpa spathulata. Womersley & A.Bailey, 1970
- Caulerpa subserrata. Okamura, 1897
- Caulerpa taxifolia. (M.Vahl) C.Agardh, 1817
- Caulerpa trifaria. Harvey, 1863
- Caulerpa turbinata. (J. Ag.) Eubank
- Caulerpa vanbossea. Setchell & N.L.Gardner, 1924
- Caulerpa veravalensis. Thivy & V.D.Chauhan, 1963
- Caulerpa verticillata. J.Agardh, 1847
- Caulerpa vesiculifera. (Harvey) Harvey, 1863
- Caulerpa webbiana. Montagne, 1837
- Caulerpa zeyheri. Kützing, 1857

## Galería

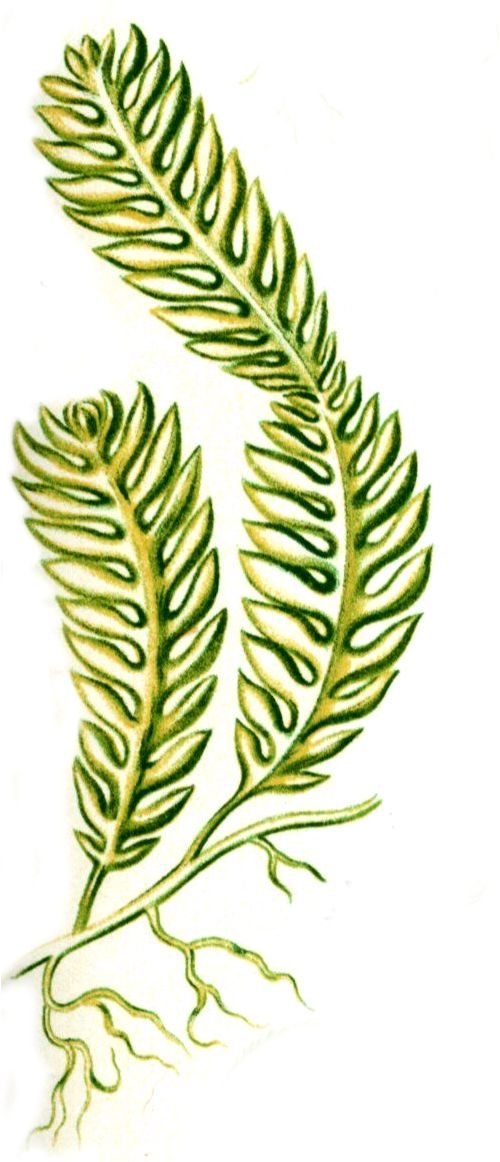
Caulerpa mexicana
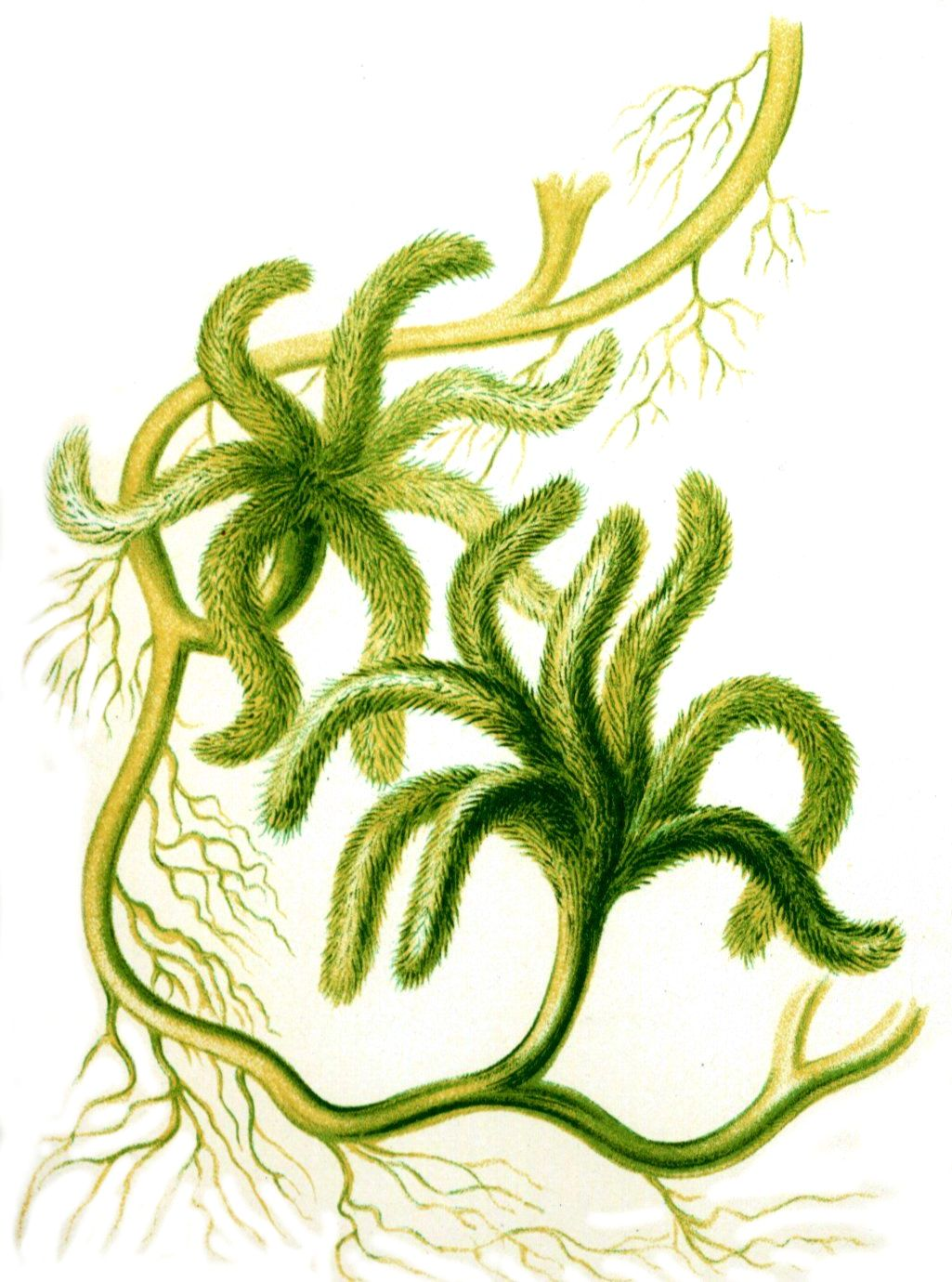
Caulerpa paspaloides
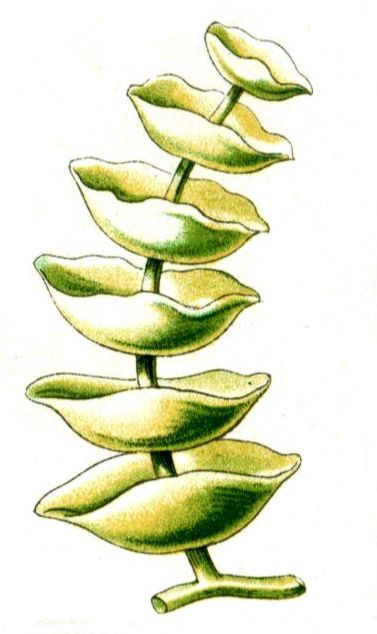
Caulerpa peltata
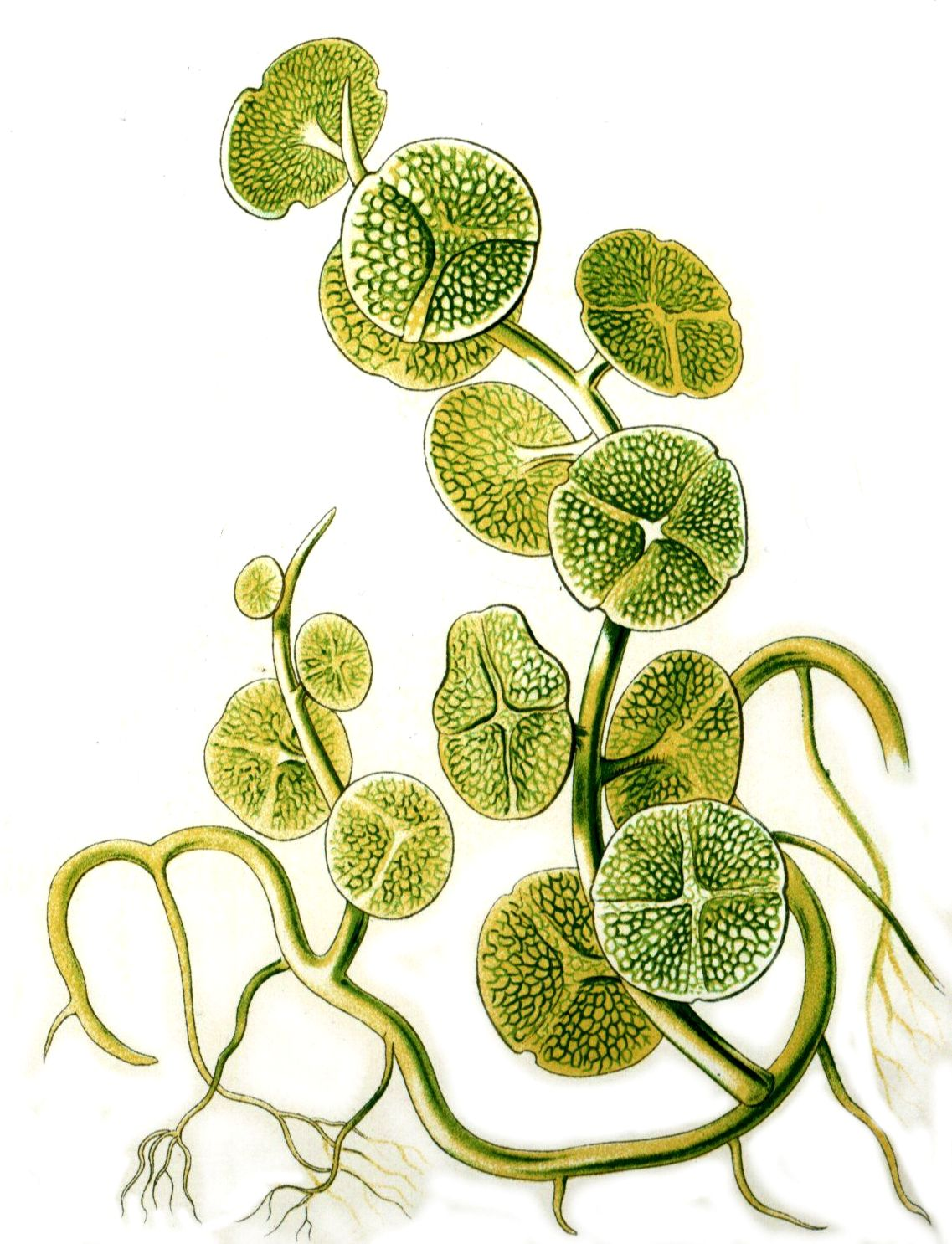
Caulerpa peltata var. macrodisca
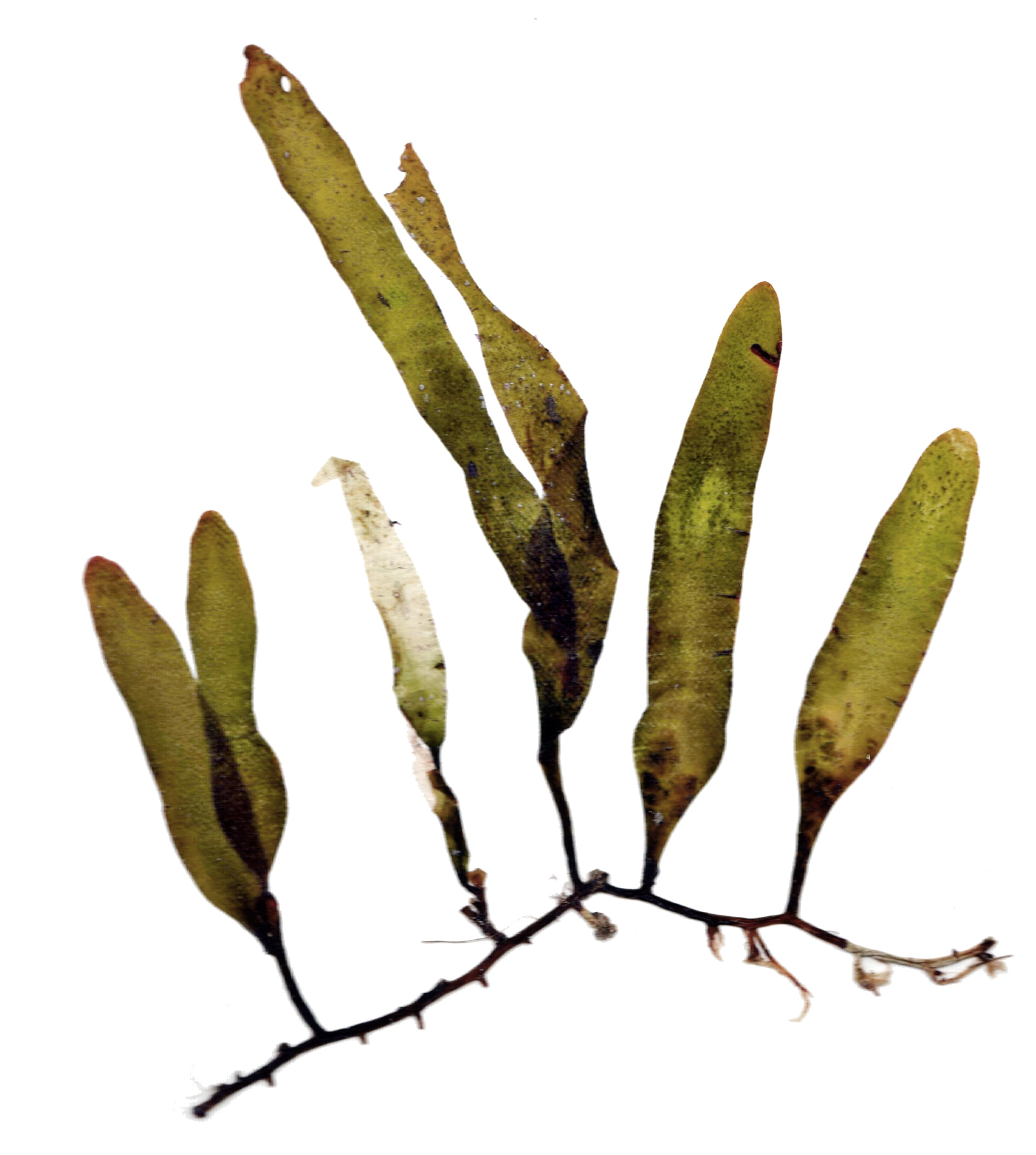
Caulerpa prolifera
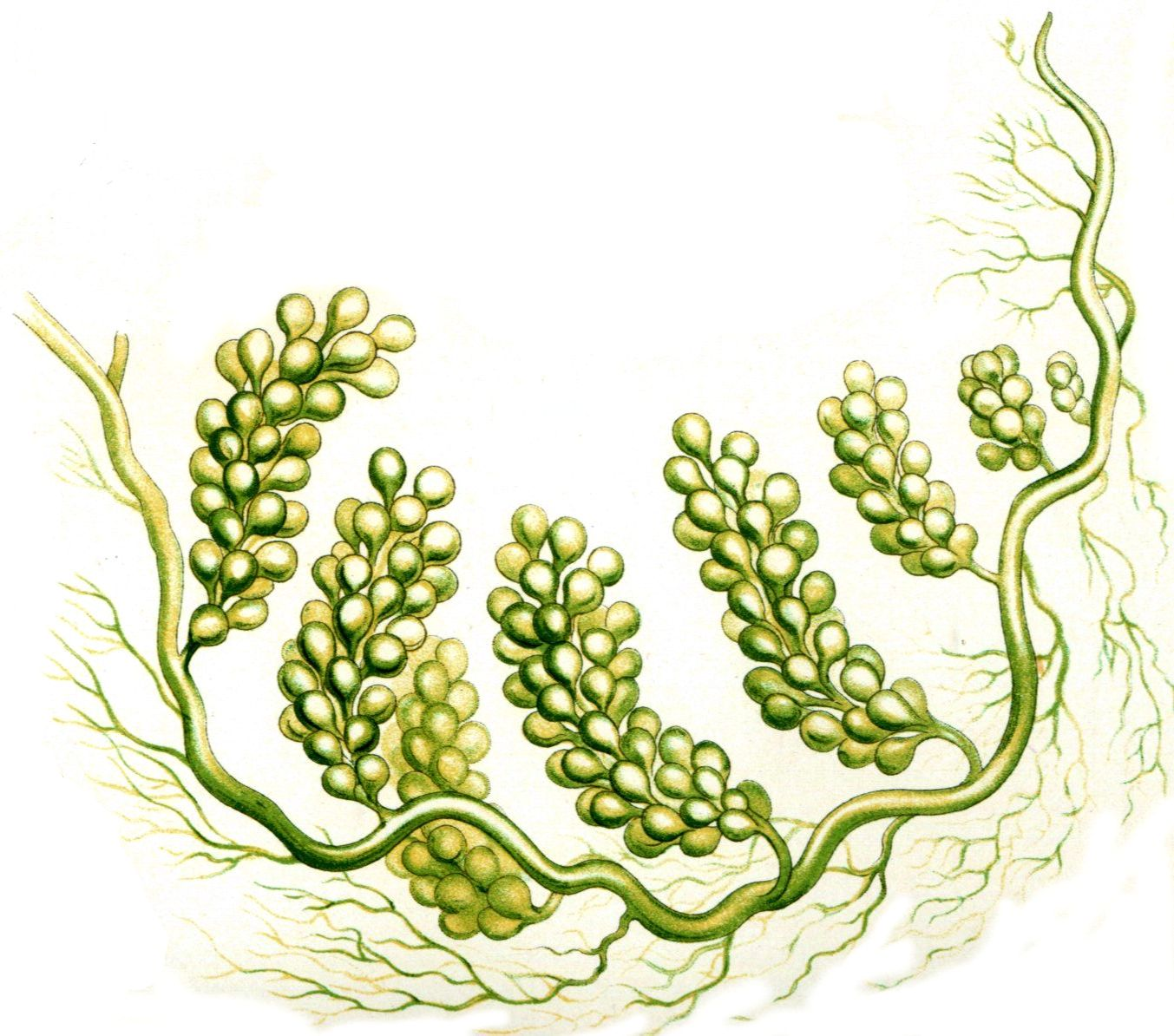
Caulerpa racemosa